# Andselv
Andselv est une localité du comté de Troms, en Norvège.

## Géographie
Administrativement, Andselv fait partie de la kommune de Målselv.